# Де Сен-Дели, Анри
Мари Изидор Анри Льенар де Сен-Дели, известный под творческим именем Анри де Сен-Дели (фр. Marie Isidore Henri Liénard de Saint-Delis; 4 апреля 1878, Марконн, Па-де-Кале, Франция — 15 ноября 1949, Онфлёр, Франция) — французский художник.

## Биография
Родился в семье Антуана Альбера Льенара де Сен-Дели (1840—1881), офицера 5-го драгунского полка, и его жены Антуанетты Эммы Уэ (1847—1920). В семье было четверо детей. Старший брат Рене (Рене де Сан-Дели), родившийся двумя годами ранее, также стал художником. Смерть отца семейства от болезни в 1881 году вынудила вдову покинуть департамент Па-де-Кале, и вместе с четырьмя детьми переехать в Гавр в 1885 году.
В Гавре будущий художник поступил в местный лицей, где его одноклассником и ближайшим другом стал Отон Фриез, в дальнейшем неоднократно превозносивший творчество Анри. По окончании лицея, в 1896 году де Сен-Дели, его старший брат и Фриез проходят обучение под руководством и наставничеством Шарля Луйе в Высшей школе искусства и дизайна Гавра-Руана. В этом учебном заведении формируется круг друзей и единомышленников, включавший в себя также Рауля Дюфи, Жоржа Брака, Раймона Лекура, Жюля Оссе, Альбера Копьё. Затем, вслед за Раулем Дюфи, Анри де Сен-Дели переезжает в Париж, где около года занимается в Академии Жюлиана — частной академии художеств, основанной в 1868 году Родольфо Жюлианом и Амели Бёри-Сорель. Около 1900 года в Париже художник посещает студию Жан-Поль Лорана, знакомится с творчеством импрессионистов и тщательно изучает манеру их работ.
После Парижа живописец возвращается в Гавр, где живёт и работает вплоть до 1905 года, когда заболевает туберкулезом. Вопреки распространенному мнению о том, что де Сен-Дели отказывался при жизни не только продавать, но и выставлять свои работы, есть свидетельства о том, что некоторые из картин художника вместе с работами его брата, принимали участие в коллективных выставках Салона Независимых в Париже, начиная с 1905—1906 годов.
Болезнь вынуждает художника часто выезжать в Швейцарию для прохождения лечения. С 1912 по 1920 годы он проживает в швейцарском Лезене, считавшемся в то время одним из основных европейских центров лечения туберкулеза. Старший брат Рене навещал его и привозил домой пейзажи, чтобы показать их бывшим соученикам и друзьям. Картины этого периода претерпели определённые изменения: от проб и поиска стиля в начале болезни, до жизнерадостных цветов и оттенков фовизма в дальнейшем. Большая часть швейцарских работ художника считается утраченной в результате бомбардировки Гавра в 1944 году.
В 1920 году покидает Швейцарию и перебирается обратно в Нормандию, сначала в старый дом в Гавре, а затем в новый — в Онфлёре. Этот город в устье Сены, связанный с именами Эжена Будена и Клода Моне, станет не только новым домом, но и источником вдохновения. Именно в Онфлёре художник напишет основную часть своего творческого наследия и множество его работ будут посвящены городу и его окрестностям. Анри де Сен-Дели вел достаточно скромный образ жизни, и полностью был посвящен живописи и нескольким ученикам — будущим художникам, родившемся в Онфлёре, среди которых Рене Пьяжи, Андре Габе, Жерве Летерё и другие.
При жизни художника состоялось две выставки его работ: в 1945 году в Париже, и в 1948 году в Руане. Широкой публике работы де Сен-Дели станут известны только в 1950-е — 1960-е годы, когда пройдут его ретроспективные выставки в Гавре (1950), Онфлёре (1953), Париже (1954), Лондоне (1955), а также несколько других крупных выставок. Уже после смерти художника некоторые из его картин были приобретены для музейных коллекций, в частности для Метрополитен-музей.
Скончался 15 ноября 1949 года. Дом в Онфлёре, где Анри де Сен-Дели провёл значительный отрезок своей жизни, ныне превращён в пятизвёздочный бутик-отель сети Relais & Châteaux — Hôtel Saint-Delis.

## Галерея

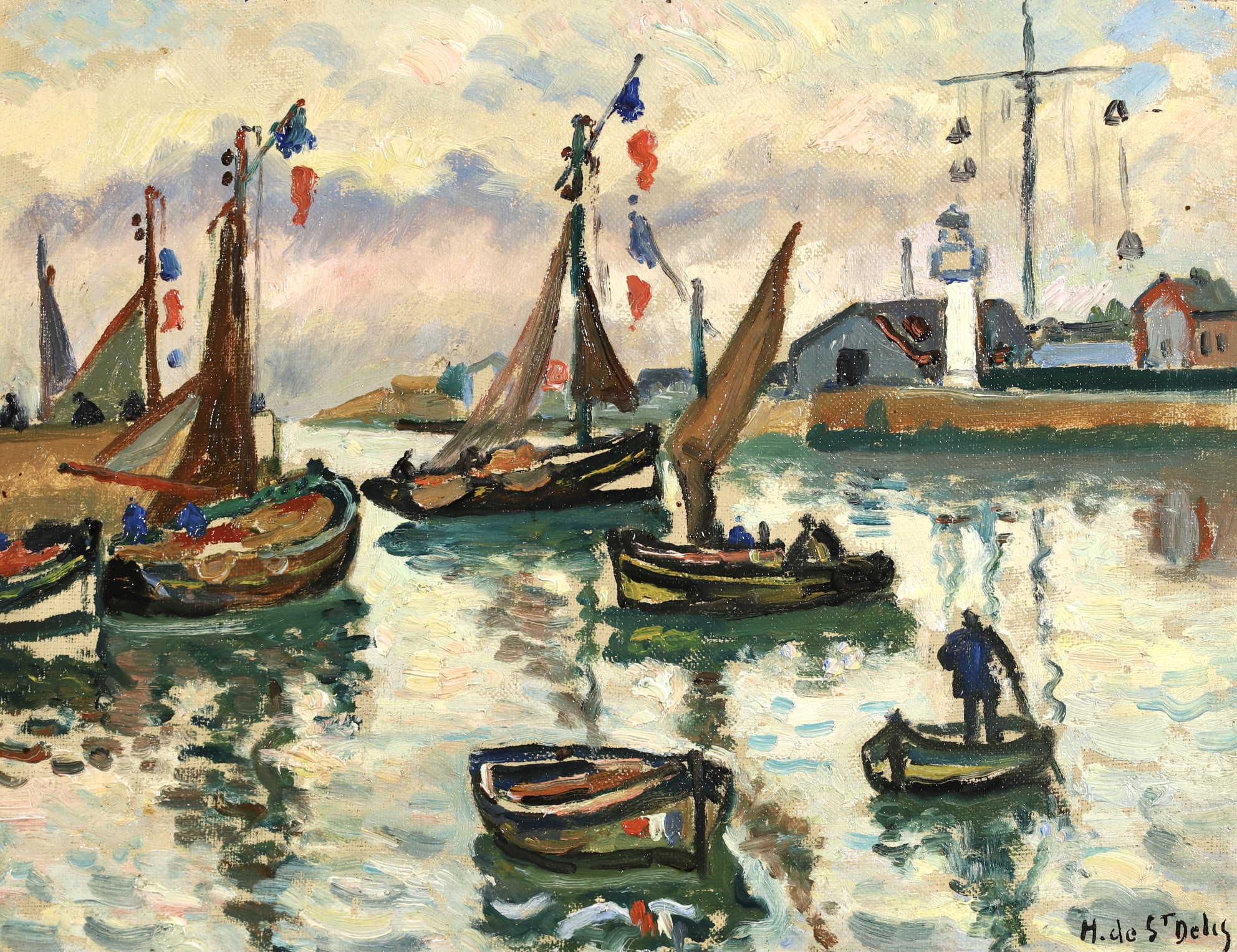
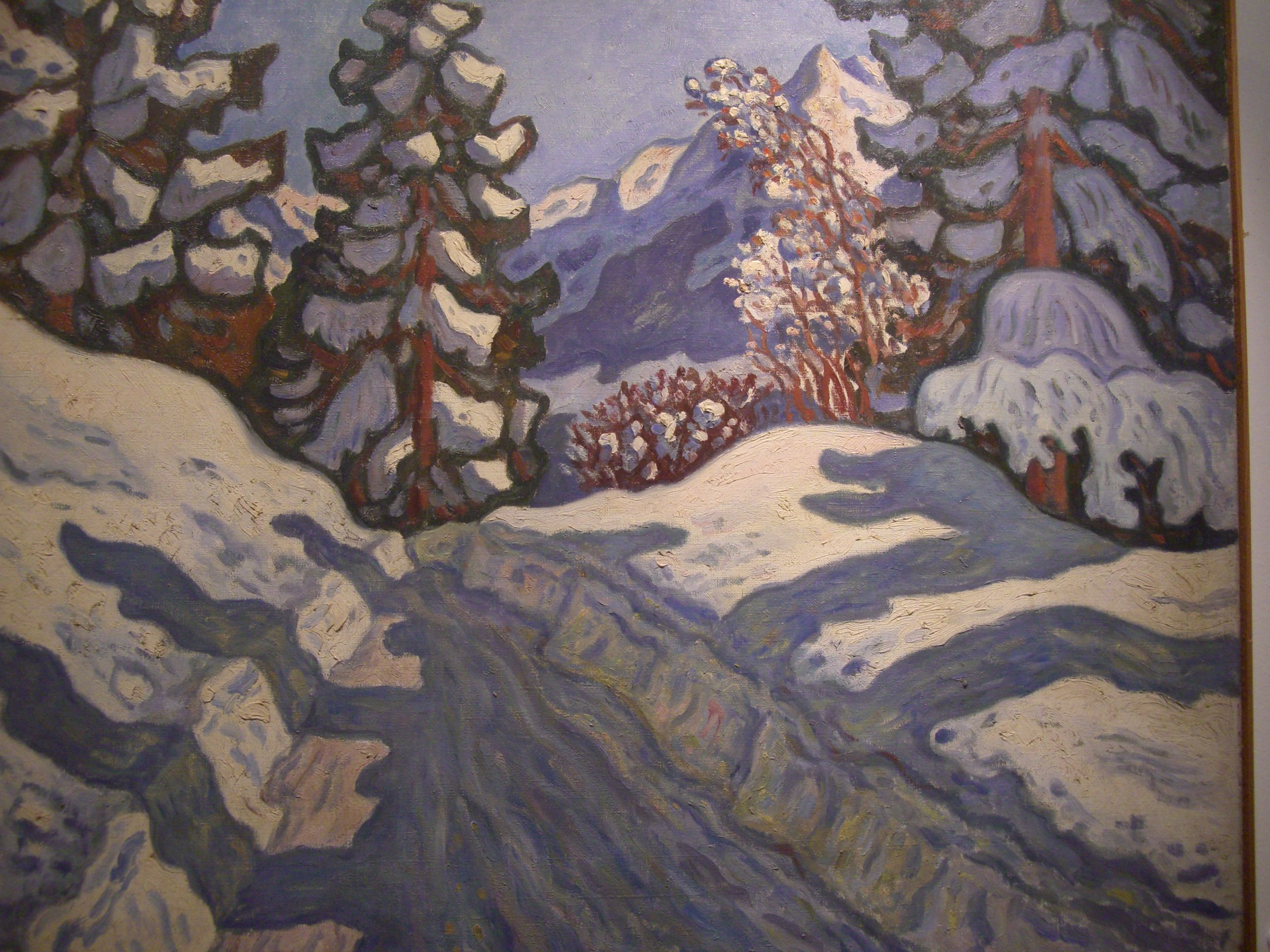